# 文泉书院
文泉书院，旧名崇文学堂，位于今中国福建省福州市闽清县坂东镇新壶村，最初是药材商人黄祖嘉创办的私塾，是旧时闽清最大的私立书院和第二大学府，也是现今闽清县第二中学的前身。1992年文泉书院旧址入选第四批闽清县文物保护单位。

## 历史
文泉书院的创办者黄祖嘉（字作宾）是当地乡绅、药材商人，也是现今全中国最大的单体古民居宏琳厝的修建者，因家中的四个孩子去位于县城、作为闽清县学所在地的文庙路途遥远不太方便，遂于乾隆四十八年（1783年）在当地建立私塾以供自己的亲族就学，并命名为文昌宫；嘉庆十六年（1811年）修筑新围墙，并取名崇文学堂。在崇文学堂创办之初，仅聘一位秀才为教习，没有设置其他职能机构，到嘉庆年间，学员扩展到四五十人。
光绪十五年（1889年），黄姓后人黄曾谋等人主张“为族养士，不若为乡养士；为乡养士，不若为邑养士”，与时任知县胡庆荣联合出资拓建崇文私塾，当地乡绅也捐款参与。拓建后，崇文学堂更名为文泉书院。文泉书院于光绪十七年（1891年）设置山長，在福州聘请了多位进士、举人出身者担任此职。光绪十九年（1893年）设置监学负责学生的稽查、考勤和起居管理。民国2年（1913年）后，文泉书院改称闽清私立文泉中学，后屡经变迁发展为现今的闽清县第二中学。:28
| 姓名   | 籍贯     | 科举身份 | 备注                      |
| ------ | -------- | -------- | ------------------------- |
| 蘇人穀 | 福建福州 | 进士     | 首任山长，光绪十七年上任  |
| 莊鼎元 | 福建福州 | 进士     |                           |
| 赵以成 | 福建福州 | 进士     |                           |
| 林師望 | 福建福州 | 进士     |                           |
| 李骏斌 | 福建福州 | 举人     |                           |
| 唐瀚波 | 福建福州 | 举人     | 民国2年卸任，后改制为校长 |

## 建筑
文泉书院旧址现位于闽清二中校内，分前中后三座，前座为土木结构，坐西南朝东北，石框大门位于门墙正中，上有由陳寶琛题写的“文泉书院”青石匾。中座坐南朝北，土木结构、燕尾正脊，门额上有墨书“崇文学堂”四字，左右侧为马鞍墙，院内天井有120多年树龄的白玉兰树。后座名为魁星楼，两层木构，每层都有楼廊，二楼中部是大厅，面阔、进深均为3间，悬山顶、四面倒水，正脊中部是灰塑回首状龙饰，两侧耳房六扇夯土隔墙5开间。该旧址2015年局部抢修，2019年又进行了修缮，今成为闽清二中校史展览馆、法制教育基地。